# Bučinja vas, Gospa Sveta
Bučinja vas (nemško Wutschein) je naselje v Občini Gospa Sveta v Okraju Celovec-dežela na Koroškem v Avstriji.